# Archidiecezja gnieźnieńska i poznańska
Archidiecezja gnieźnieńska i poznańska (łac. Archidioecesis Gnesnensis et Posnanensis) – historyczna diecezja Kościoła katolickiego w Polsce w charakterze unii aeque principaliter. Powstała w 1821, powołana bullą De salute animarum papieża Piusa VII, który w ten sposób uregulował sytuację struktur kościelnych na ziemiach polskich w Prusach.
Archidiecezja gnieźnieńska i poznańska powstała z archidiecezji gnieźnieńskiej i diecezji poznańskiej, która została wyniesiona do rangi archidiecezji. Posiadała osobne urzędy i instytucje kościelne z wyjątkiem osoby biskupa diecezjalnego, który był wspólny. De facto stanowiła jeden organizm.
Unia została rozwiązana w 1946, kiedy to archidiecezja gnieźnieńska została połączona unią personalną z archidiecezją warszawską, a archidiecezja poznańska usamodzielniła się.